# کوجی تاناکا
کوجی تاناکا (به انگلیسی: Koji Tanaka) بازیکن فوتبال اهل ژاپن و عضو تیم ملی فوتبال ژاپن است که در تاریخ ۱۵ ژوئیه ۱۹۸۲ میلادی اولین بازی ملی‌اش را انجام داد. او در ۲۰ بازی ملی حضور داشت و آخرین بازی ملی خود را در تاریخ ۳۱ مه ۱۹۸۴ میلادی انجام داد. کوجی تاناکا در بازی‌های ملی‌اش
۳ گل به ثمر رساند.